# Bazoches-au-Houlme
Bazoches-au-Houlme é uma comuna francesa na região administrativa da Normandia, no departamento Orne. Estende-se por uma área de 27,92 km². Em 2010 a comuna tinha 476 habitantes (densidade: 17 hab./km²).
E a comuna onde nasceu o escritor Remy de Gourmont
.